# أليسون سيم
أليسون سيم (بالإنجليزية: Alison Sim)‏ هي مؤرخة بريطانية، ولدت في 1961.